# Burgfreiheit 1 (Mönchengladbach)

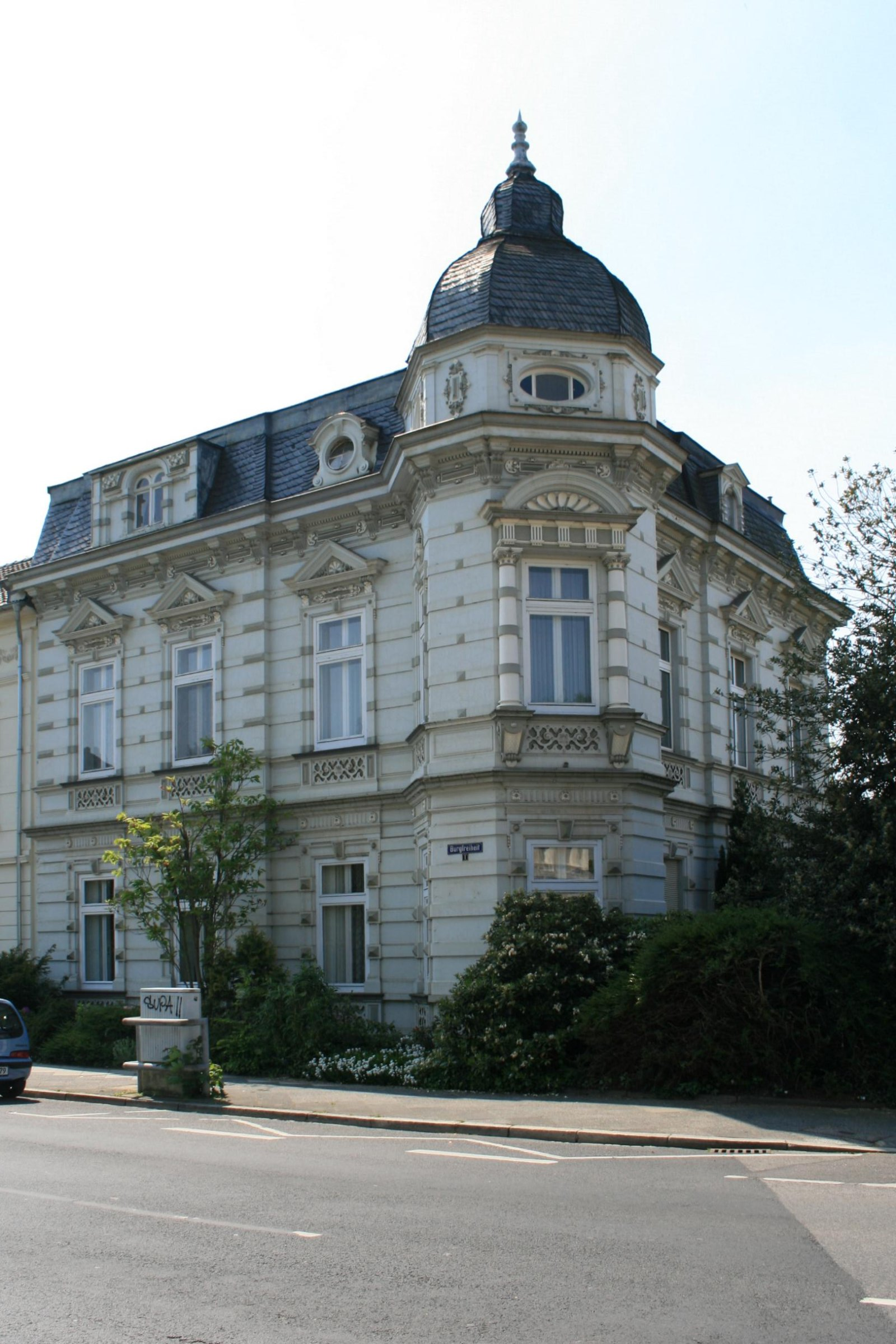
Wohnhaus (2010)

Das Wohnhaus Burgfreiheit 1 steht im Stadtteil Odenkirchen in Mönchengladbach (Nordrhein-Westfalen).
Das Gebäude wurde um 1890 erbaut. Es ist unter Nr. B 132 am 29. August 1994 in die Denkmalliste der Stadt Mönchengladbach eingetragen worden.

## Architektur
Das Objekt liegt als Eckgebäude und Kopfbau einer geschlossenen Dreihäusergruppe Nr. 3 und 5 am Anfang der Burgfreiheit und an der Einmündung in die Korneliusstraße, die hier den Übergang der alten Ausfallstraße in die Mülgaustraße markiert. Bei dem Objekt handelt es sich um einen traufständigen, zweigeschossigen Putzbau.